# Tourbière de Clarens
Tourbière de Clarens este o arie protejată (sit de importanță comunitară — SCI) din Franța întinsă pe o suprafață de 139 ha, integral pe uscat.

## Localizare
Centrul sitului Tourbière de Clarens este situat la coordonatele 43°08′46″N 0°25′14″E / 43.14611°N 0.42056°E.

## Înființare
Situl Tourbière de Clarens a fost declarat arie specială de conservare în baza directivei 92/43 din 1992 referitoare la conservarea habitatelor naturale și a faunei și florei sălbatice pentru a proteja 6 specii de animale.

## Biodiversitate
Situată în ecoregiunea atlantică, aria protejată conține 8 habitate naturale: Pajiști uscate europene, Liziere de ierburi înalte hidrofile de câmpie și de nivel montan până la alpin, Mlaștini turboase de tranziție și turbării mișcătoare, Depresiuni pe substraturi de turbă de Rhynchosporion, Pajiști umede atlantice temperate cu Erica ciliaris și Erica tetralix, Formațiuni ierboase bogate în specii de Nardus, dezvoltate pe substraturi silicioase în zone montane (și în zone submontane, în Europa continentală), Fânețe de joasă altitudine (Alopecurus pratensis, Sanguisorba officinalis), Păduri aluvionare cu Alnus glutinosa și Fraxinus excelsior (Alno-Padion, Alnion incanae, Salicion albae).
La baza desemnării sitului se află mai multe specii protejate:
- nevertebrate (3): croitorul mare al stejarului (Cerambyx cerdo), Coenagrion mercuriale, rădașcă (Lucanus cervus)
- pești (3): zglăvoacă (Cottus gobio), Cottus hispaniolensis, cicar (Lampetra planeri)

Pe lângă speciile protejate, pe teritoriul sitului au mai fost identificate 9 specii de plante.